# Kościół w Gartz (Oder)-Friedrichsthalu
Kościół w Gartz (Oder)-Friedrichsthalu – barokowa, luterańska świątynia filialna znajdująca się w niemieckim mieście Gartz (Oder).

## Historia
Pierwszego pastora oddelegowano do osady w 1753 roku, a 21 lipca 1765 konsekrowano wzniesiony tu kościół parafialny. Po likwidacji parafii włączono go do wspólnoty w Hohenselchowie. Kościół został zniszczony wiosną 1945, podczas II wojny światowej. W 1947 rozpoczęto odbudowę, a 8 lipca 1951 budynek ponownie konsekrowano. Obecnie jest filią parafii Gartz/Oder.

## Architektura
Kościół wzniesiono na planie prostokąta w konstrukcji szachulcowej. Ściany pokryto tynkiem. Przykryty dachem czterospadowym, nie posiada wieży. Przykryty stropem drewnianym. Ambona została wykonana ok. 1700 roku i pierwotnie znajdowała się w kościele Mariackim w Szczecinie, w obecne miejsce przeniesiono ją w roku 1834. Na emporze ustawiono organy z 1875 z warsztatu Barnima Grüneberga. Dzwon odlano w ludwisarni Carla Vossa w Szczecinie w roku 1882, zawieszono pod dachem nad wejściem głównym.